# Lys (affluent de la Dordogne)
Pour les articles homonymes, voir Lys (homonymie).
Pour les articles ayant des titres homophones, voir Lice, Lis et Lisse (homonymie).
Le Lys est un ruisseau français du département de la Corrèze, affluent de rive droite de la Dordogne.

## Géographie
Le Lys prend sa source à 727 m d'altitude sur la commune de Saint-Bonnet-près-Bort, au sud du lieu-dit les Prades, à environ un kilomètre et demi au nord-ouest du bourg de Saint-Bonnet-près-Bort et à deux kilomètres au sud de l'aérodrome d'Ussel - Thalamy.
Il est franchi par la route départementale (RD) 138, passe un kilomètre au sud-ouest du village de Thalamy, puis sous les RD 93, 27 et 82.
Il rejoint la Dordogne en rive droite, à 542 m d’altitude, dans la partie sud de la retenue du barrage de Bort-les-Orgues, à Sarroux (commune de Sarroux-Saint-Julien), trois kilomètres au nord-nord-ouest de la ville de Bort-les-Orgues.
Sur environ un kilomètre et demi, sa partie terminale s'effectue dans une gorge profonde à son extrémité sud d'environ 100 mètres, à sa confluence avec la Dordogne.
Il est long de 17,3 km pour un bassin versant de 42 km2 .

### Affluents
Pour le Sandre, le Lys a douze affluents répertoriés, sans nom. Le plus long avec 4,3 km, passant à l'est du village de Saint-Bonnet-près-Bort, conflue en rive droite.

### Communes et département traversés
Le parcours du Lys s'effectue intégralement à l'intérieur du département de la Corrèze, en région Nouvelle-Aquitaine. Il arrose quatre communes :
- Saint-Bonnet-près-Bort (source)
- Thalamy
- Margerides
- Sarroux-Saint Julien[3] (confluence)

## Monuments ou sites remarquables à proximité
À Sarroux-Saint Julien, le site du Mont et le lac de retenue du barrage de Bort-les-Orgues offrent un panorama sur le château de Val.

## Galerie

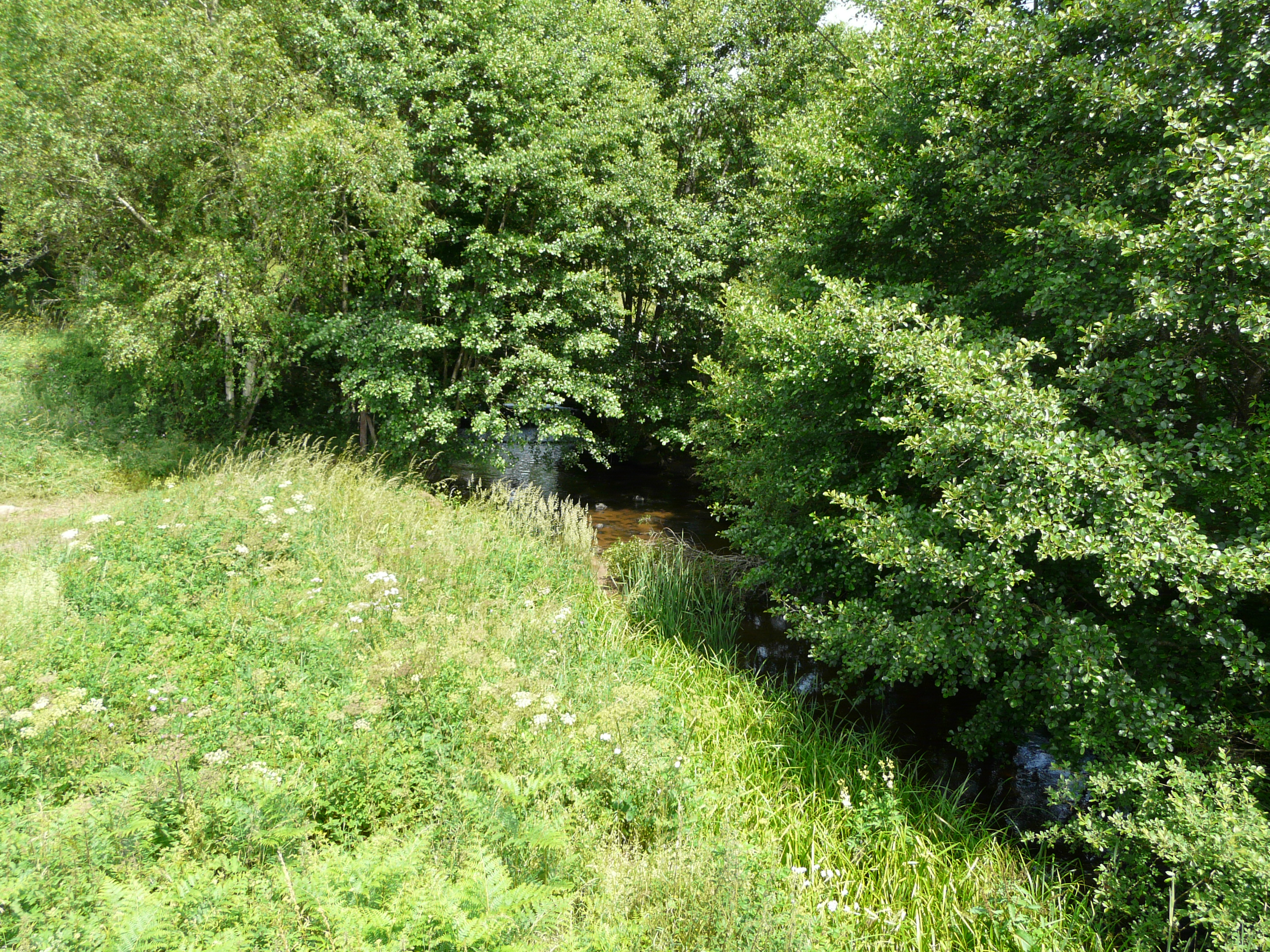
Le Lys au lieu-dit les Plaines, à Sarroux.
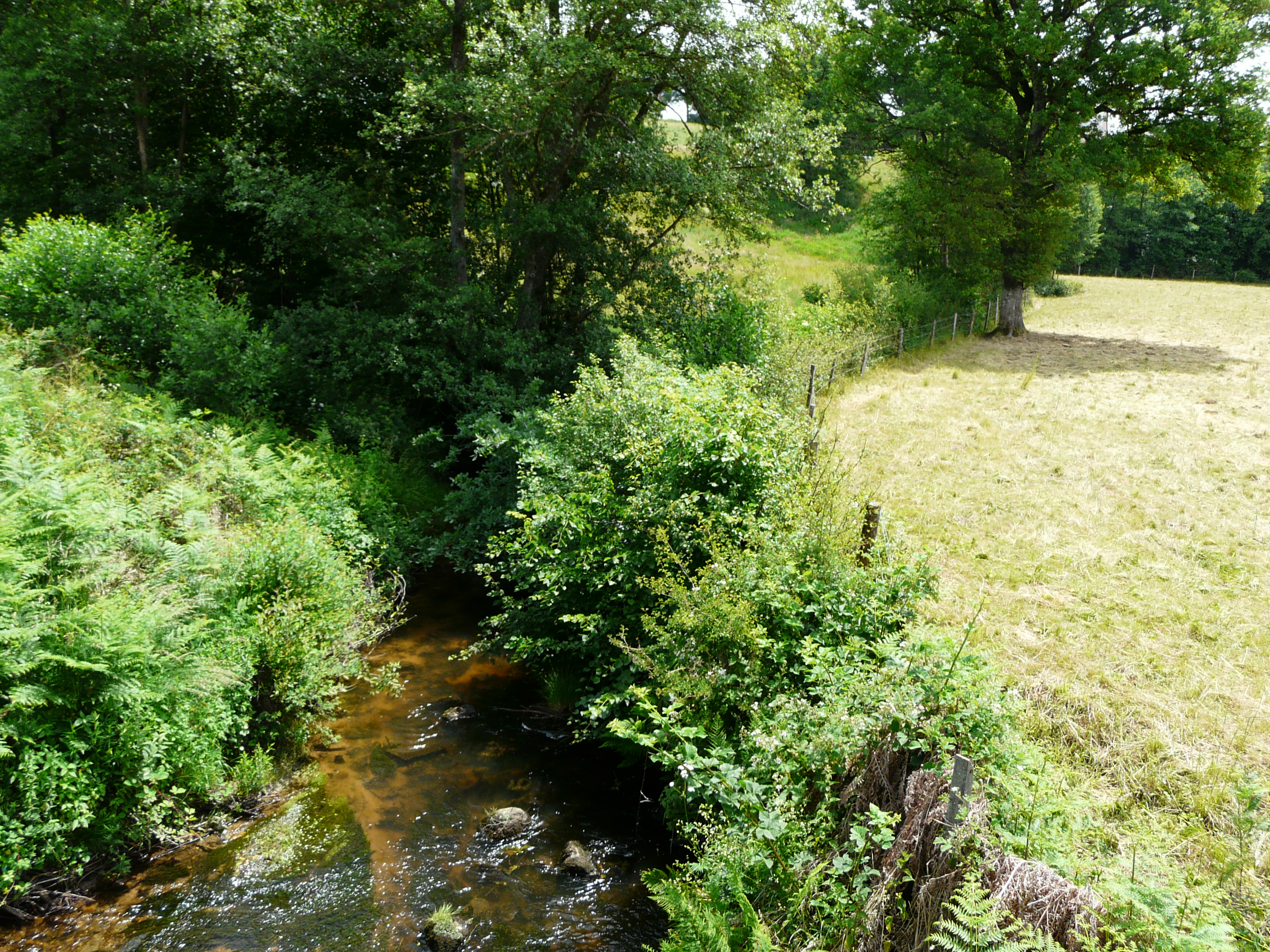
Le Lys au lieu-dit les Plaines, à Sarroux.